# Castiglione d’Adda
Castiglione d’Adda (lombardul: Castión) település Olaszországban, Lombardia régióban, Lodi megyében. Lakosainak száma 4483 fő (2023. január 1.). Castiglione d’Adda Bertonico, Castelgerundo, Formigara, Gombito, Terranova dei Passerini és Montodine községekkel határos.

## Népesség
A település lakossága az elmúlt években az alábbi módon változott:
| Lakosok száma | 4665 | 4651 | 4483 |
|               | 2017 | 2018 | 2023 |